# 2027 Shen Guo
A 2027 Shen Guo (ideiglenes jelöléssel 1964 VR1) a Naprendszer kisbolygóövében található aszteroida. Bíbor-hegyi Obszervatórium fedezte fel 1964. november 9-én.